# Acidurie argininosuccinique
 Mise en garde médicale
L'acidurie argininosuccinique (ASA) est une maladie génétique rare du métabolisme, à transmission autosomique, entraînant un dysfonctionnement du cycle de l’urée. Le terme "acidurie argininosuccinique" renvoie à la présence d'acides, l'arginine et l'acide succinique, dans l'urine. Cette maladie provoque une accumulation anormale d'ammoniac, de citrulline et d'acide argininosuccinique dans le corps.
La cause de cette maladie réside dans des mutations du gène ASL, qui code pour une enzyme essentielle nommée argininosuccinate lyase. Cette enzyme est cruciale dans la décomposition l'azote dans le corps. Lorsque des altérations surviennent dans le gène ASL, cela conduit à une production réduite ou inexistante de l'enzyme fonctionnelle, entraînant une accumulation anormale d'azote, principalement sous forme d'ammoniac, dans le sang. Cette hyperammoniémie est responsable du développement des symptômes caractéristiques de l'acidurie argininosuccinique, comprenant notamment des problèmes neurologiques et hépatiques.
La gestion de cette pathologie implique une surveillance attentive, un traitement médical adapté et souvent un régime alimentaire spécifique visant à réduire la charge en ammoniaque et à prévenir les épisodes d'hyperammoniémie.

## Manifestations et symptômes
L'acidurie argininosuccinique est une maladie métabolique rare qui affecte le métabolisme de l'arginine, un acide aminé essentiel. Cette maladie peut se manifester dès les premiers jours de vie ou plus tardivement chez les enfants ou les adultes. Elle est caractérisée par une accumulation d'ammoniac dans le corps, résultant de l'incapacité à métaboliser correctement l'arginine.

### Formes cliniques de la maladie

#### Forme néonatale précoce
Dans sa forme la plus sévère, les nourrissons atteints d'acidurie argininosuccinique peuvent présenter des symptômes graves tels que des vomissements, une hypothermie, une léthargie et des difficultés à s'alimenter dès les premiers jours de vie. Ces symptômes nécessitent une intervention médicale immédiate pour éviter des complications graves comme le coma.

#### Formes tardives et sporadiques
Chez certains patients, la maladie peut également se manifester par des épisodes sporadiques d'hyperammoniémie, déclenchés par divers facteurs externes tels que le stress, les infections ou une consommation excessive de protéines. Les symptômes peuvent inclure des troubles du comportement, des retards de développement, des crises d'épilepsie, une faiblesse musculaire, des signes cérébelleux, des difficultés cardiaques et rénales, ainsi que des problèmes gastro-intestinaux et cutanés.

### Impacts sur différents systèmes

#### Foie
Les symptômes hépatiques sont fréquemment rapportés chez 50% des patients, en particulier chez ceux atteints d'une forme précoce de la maladie. L'hépatomégalie et/ou l'élévation des transaminases sont les signes les plus courants, et certains patients présentent une hyperammoniémie dès les premiers jours de vie. Des cas de défaillance hépatique avec une légère altération chronique de la fonction synthétique du foie ont été rapportés. Des complications plus graves telles que la fibrose et la cirrhose peuvent avoir des conséquences fatales.

#### Système nerveux central
Un taux élevé (>90%) de symptômes neurologiques est observé dans les deux phénotypes de début précoce et tardif. Les déficits neurocognitifs peuvent varier en gravité, allant d'une limitation intellectuelle à un retard mental sévère. Différents aspects du neurodéveloppement sont affectés, notamment les retards moteurs, le retard de la parole, de l'apprentissage et de la mémoire. Les anomalies du neurodéveloppement sont généralement diagnostiquées vers l'âge de 2 ans.
Les patients atteints d'acidurie argininosuccinique présentent souvent des crises d'épilepsie, survenant généralement dès l'enfance, avec des manifestations variées telles que des convulsions généralisées tonico-cloniques et des crises focales. Environ 60% des patients sont touchés, avec un début médian des crises vers l'âge de 24 mois. Les troubles neurodéveloppementaux, tels que les retards de la parole et les troubles du spectre autistique, sont plus fréquents chez les patients épileptiques.

#### Système musculaire et cérébelleux
Une faiblesse musculaire globale et des signes cérébelleux tels que l'ataxie, le tremblement, la dystonie et la dysphagie ont été rapportés chez certains patients atteints d'acidurie argininosuccinique. Ces symptômes peuvent contribuer à une variété de déficits moteurs et de troubles de coordination.

#### Difficultés comportementales et psychiatriques
Divers troubles comportementaux peuvent apparaître, allant de l'hyperactivité et de l'auto-agression à des manifestations psychiatriques telles que la paranoïa, la psychose ou la schizophrénie. Ces symptômes peuvent avoir un impact significatif sur la qualité de vie des patients et nécessitent une prise en charge multidisciplinaire.

#### Système cardiovasculaire
Une hypertension artérielle a été observée chez certains patients atteints d'acidurie argininosuccinique, bien que sa prévalence soit relativement faible. Des arythmies cardiaques, telles que le bloc auriculo-ventriculaire et la flutter auriculaire, ont également été rapportées. De plus, une thrombocytose a été notée chez certains patients, en particulier chez ceux atteints d'une forme précoce de la maladie.

#### Système rénal
Des perturbations électrolytiques, telles que l'hypokaliémie transitoire ou chronique, ainsi qu'une insuffisance rénale chronique légère, ont été observées chez certains patients atteints d'acidurie argininosuccinique. De plus, la néphrolithiase a été décrite chez certains patients, ajoutant une complexité supplémentaire à la gestion de la maladie.

#### Système gastro-intestinal
Les symptômes gastro-intestinaux, tels que l'aversion aux protéines, une faible appétence et des vomissements récurrents, sont fréquents chez les patients atteints d'acidurie argininosuccinique. Des cas de diarrhée profuse avec inflammation aspécifique des muqueuses gastriques et intestinales, ainsi que de la pancréatite chronique, ont été décrits, nécessitant une attention particulière dans la gestion globale de la maladie.

#### Signes cutanés et capillaires
Des signes cutanés et capillaires, tels que la trichorrhexis nodosa, le monilethrix et le pili torti, sont observés chez les patients non traités. Des problèmes dermatologiques graves, tels que la dermatite sévère du visage et des zones génitales, ainsi que la peau sèche et squameuse réactive à l'arginine, ont également été mentionnés. Les symptômes capillaires et cutanés peuvent souvent répondre favorablement à la supplémentation en arginine, soulignant l'importance du suivi régulier et de la gestion des besoins métaboliques.

#### Autres symptômes et conditions
D'autres manifestations cliniques, telles que des niveaux élevés de triglycérides, des caries dentaires accrues et même des cas de patients asymptomatiques, ont été signalées, ajoutant à la complexité de la maladie et soulignant l'importance d'une approche holistique de la gestion des patients atteints d'acidurie argininosuccinique.

## Étiologie

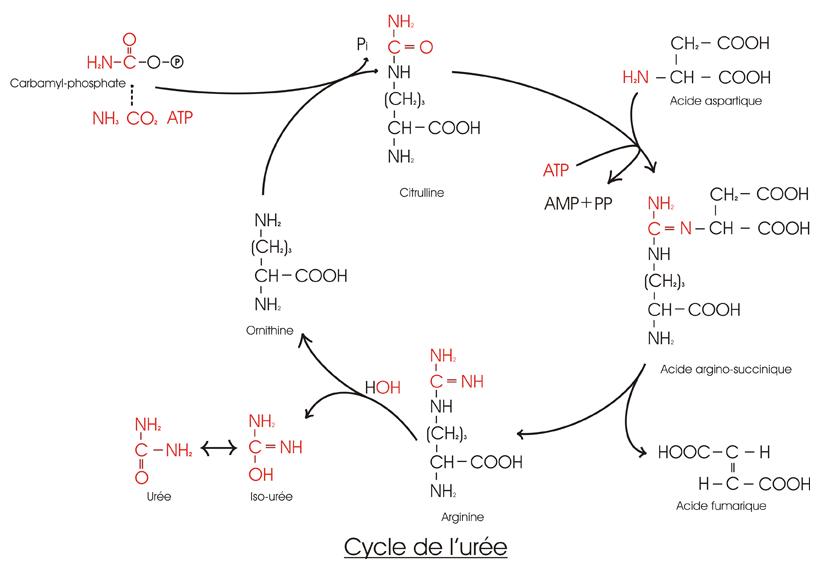
Cycle de l'urée

L'acidurie argininosuccinique, également connue sous le nom de déficience en argininosuccinate lyase (ASL), est un trouble métabolique rare causé par des changements par mutation dans le gène ASL, situé sur le chromosome 7q11.21. Ce gène est responsable de la production d'une enzyme appelée argininosuccinate lyase, qui catalyse le clivage de l'argininosuccinate en arginine et fumarate. Cette enzyme joue un rôle critique dans deux voie métaboliques majeures: le cycle de l'urée, qui convertit l'ammoniac (NH3) en urée(NH2)2CO, et le cycle citrulline-NO, qui synthétise l'oxyde nitrique (NO) à partir de l'arginine.
Lorsque des mutations surviennent dans le gène ASL, cela peut entraîner une diminution partielle ou totale de l'activité de l'enzyme argininosuccinate lyase. La gravité des symptômes de la maladie dépend en partie de la capacité du gène à produire cette enzyme. Les symptômes peuvent varier en fonction du degré de déficience enzymatique, allant d'une forme légère avec des symptômes intermittents à une forme sévère avec des symptômes graves et persistants.
Les symptômes de l'acidurie argininosuccinique se développent en raison de la déficience en argininosuccinate lyase, qui perturbe le processus normal de décomposition de l'azote dans le corps. Cela entraîne une accumulation anormale d'azote, principalement sous forme d'ammoniac, dans le sang, ce qui conduit à un état appelé hyperammoniémie.
Bien que principalement exprimée dans le foie, ASL se trouve également dans divers autres tissus tels que la peau, les muscles, les reins et le cerveau. La synthèse d'arginine, nécessaire pour divers processus métaboliques, est assurée à la fois par un apport nutritionnel externe et une synthèse endogène dépendante d'ASL, principalement dans le rein. L'arginine, essentielle dans de nombreux états physiologiques, est également impliquée dans le maintien de la santé vasculaire et immunitaire.
Le rôle de l'ASL dans le métabolisme de l'arginine met en lumière son importance, tant pour la production d'oxyde nitrique que pour le maintien d'une santé métabolique optimale. Malgré une saturation intracellulaire d'arginine, l'acidurie argininosuccinique (ASA) persiste en raison de la carence en oxyde nitrique systémique, révélant ainsi l'importance de la fonction structurale d'ASL dans le maintien de la production d'oxyde nitrique. Cette complexité souligne la nécessité d'une compréhension approfondie des mécanismes moléculaires sous-jacents à l'ASA et met en évidence le besoin de stratégies thérapeutiques ciblées pour traiter cette condition métabolique rare.
Les gènes responsables de cette maladie sont hérités selon un mode autosomique récessif, ce qui signifie qu'un individu doit hériter d'une copie mutée du gène de chaque parent pour développer la maladie. Le risque que deux parents porteurs transmettent tous les deux le gène altéré et aient un enfant atteint est de 25% pour chaque grossesse. Le risque d'avoir un enfant porteur de la maladie comme les parents est de 50% pour chaque grossesse. La chance qu'un enfant reçoive des gènes normaux des deux parents est de 25%

## Diagnostic
L'acidurie argininosuccinique peut être diagnostiquée à différents stades de la vie d'un individu soit par un dépistage prénatal ou néonatal ou par l'apparition de symptômes s'apparentant à cette maladie.
Les méthodes utilisées pour effectuer le diagnostic incluent des prises de sang et d'urine qui peuvent confirmer de manière concluante que le patient est atteint de la maladie. Le diagnostic se base sur les trois caractéristiques suivantes:
- Concentration élevée d'ammoniac plasmatique
- Concentration élevée de citrulline plasmatique
- Acide argininosuccinique élevé dans le plasma ou l'urine

Cependant, seul des tests génétiques moléculaires permettent de confirmer le diagnostic de manière définitive.

### Dépistage prénatal
Pour les familles où une mutation est déjà connue, il est possible de considérer le dépistage prénatal de l'acidurie argininosuccinique. Ce processus peut être initié par le biais d'une consultation en conseil génétique. Il offre la possibilité d'explorer des options telles que le diagnostic préimplantatoire, qui intervient avant la conception dans le cadre de la procréation médicalement assistée, ou le dépistage prénatal pendant la grossesse. Cependant, il convient de souligner que la présence d'une mutation génétique ne garantit pas automatiquement le développement de la maladie.

### Dépistage néonatal
Le diagnostic de l'acidurie argininosuccinique chez les nouveau-nés repose principalement sur les constatations cliniques et les résultats des tests de laboratoire suite à des prises de sang et d'urine. Le dépistage néonatal dans les premières heures de vie est fait systématiquement en Amérique du Nord et dans plusieurs pays d'Europe. Les patients diagnostiqués par le dépistage néonatal en Amérique du Nord et en Europe représentent respectivement 37% et 13% des patients atteints. Lorsque les prises de sang et d'urine révèlent des taux élevé d'ammoniac, de citrulline et d'acide argininosccinique des tests génétiques sont généralement fait afin de pouvoir faire un diagnostic définitif.
Les patients diagnostiqués par dépistage néonatal ont généralement de meilleurs résultats neurologiques que ceux diagnostiqués plus tardivement ou après un cas familial. Cela s'explique par le fait que certains patients diagnostiqués par dépistage néonatal peuvent ne présenter aucun symptôme ou avoir un phénotype plus léger, ce qui aurait été manqué autrement. Une étude récente comparant le résultat neurologique à long terme de patients diagnostiqués et traités dès les premières semaines de vie avec ceux diagnostiqués symptomatiquement n'a pas montré de bénéfice neurologique d'une intervention thérapeutique précoce avec les traitements conventionnels, remettant en question l'efficacité de ces traitements pour prévenir la maladie neurologique associée à l'acidurie argininosuccinique.

### Prise de sang et d'urine
Les concentrations plasmatiques d'ammoniac (>150 µmol/L) sont généralement élevées chez les nourrissons atteints Dans les formes sévères de déficience en ASL, la concentration initiale d'ammoniac plasmatique (avant le traitement) peut dépasser 1 000 µmol/L bien que les élévations soient généralement dans les plages de quelques centaines de µmol/L.
| Âge        | Limites supérieures de la concentration normale d'ammoniac (µmol/L) |
| ---------- | ------------------------------------------------------------------- |
| 0-7 jours  | 94                                                                  |
| 8-30 jours | 80                                                                  |
| 1-12 mois  | 47                                                                  |
| 1-15 ans   | 48                                                                  |
| >16 ans    | 26                                                                  |

L'analyse quantitative des acides aminés plasmatiques révèle généralement des concentrations élevées de citrulline à la présentation, dans une fourchette typique de 100 à 300 µmol/L. Les concentrations normales de citrulline plasmatique chez les adultes en bonne santé ont été définies comme étant de 40 (±10) µmol/L.
Les concentrations plasmatiques d'acide arginonosuccinique, un acide aminé, habituelles chez les individus souffrant de la maladie se situent généralement entre 5 et 110 µmol/L. Les concentrations normales d'acide argininosuccinique se trouvent généralement près de zéro, car l'argininosuccinate est normalement aussitôt décomposé en arginine et fumarate. Cependant, chez les personnes atteintes d'acidurie argininosuccinique, une accumulation de cet acide aminé dans les cellules se produit en raison d'un déficit de l'enzyme argininosuccinate lyase qui est un catalyseur essentiel dans la décomposition de ces acides aminés.

### Tests génétiques
Les tests génétiques moléculaires pour l'acidurie argininosuccinique incluent des approches ciblant des gènes spécifiques et des tests génomiques complets. Les tests ciblant des gènes sont utilisés lorsque le clinicien a une idée précise des gènes impliqués, tandis que les tests génomiques complets ne le nécessitent pas. Les enfants présentant des résultats de laboratoire caractéristiques sont généralement diagnostiqués avec des tests ciblant des gènes, tandis que ceux avec des résultats moins spécifiques peuvent nécessiter des tests génomiques complets. Ces tests peuvent identifier les mutations dans le gène ASL.

## Traitement

### Approches nutritionnelles et métaboliques
Le déficit en argininosuccinase peut être compensé par une augmentation de l'apport alimentaire en arginine et une réduction de la consommation globale de protéines. Dans le foie, l'arginine subit une dégradation en urée et en ornithine, chacune jouant un rôle essentiel dans le métabolisme des acides aminés.
L'urée est ensuite excrétée dans l'urine, tandis que l'ornithine réagit avec le carbamyl phosphate pour former la citrulline, un intermédiaire crucial du cycle de l'urée. Cette citrulline, une fois produite, se combine avec l'aspartate pour générer de l'argininosuccinate, une molécule qui transporte l'azote hors de l'organisme.
Pour chaque molécule d'arginine provenant de l'alimentation, deux atomes d'azote, provenant du carbamyl phosphate et de l'aspartate, sont éliminés du corps. L'argininosuccinate revêt une importance particulière en remplaçant l'urée en tant que principal transporteur d'azote hors de l'organisme, participant activement à l'élimination des déchets azotés.
Cette cascade de réactions métaboliques est essentielle pour maintenir l'équilibre azoté dans le corps et pour assurer le bon fonctionnement du cycle de l'urée, un processus vital pour l'élimination efficace des déchets azotés produits par le métabolisme des protéines.

### Thérapie génétique
Une nouvelle approche thérapeutique consiste à utiliser de l'ARN messager ASL encapsulé dans des nanoparticules lipidiques, ce qui a montré des améliorations chez les souris modèles de la maladie. Les ARN messagers, qui agissent comme des copies des instructions génétiques, sont des molécules essentielles pour la synthèse des protéines dans nos cellules.Ces découvertes offrent de nouvelles pistes pour traiter l'acidurie argininosuccinique. Le développement de traitements utilisant des ARN messagers pour l'acidurie argininosuccinique est actuellement en phase préclinique.

## Epidémiologie
Actuellement, la prévalence rapportée de l'acidurie argininosuccinique se situe généralement entre environ 1 cas sur 70 000 à 1 cas sur 218 000 naissances. Ces chiffres peuvent varier en fonction des caractéristiques démographiques et génétiques spécifiques de chaque population.
La prévalence de l'acidurie argininosuccinique varie d'un pays à l'autre en raison des différences dans la distribution des gènes anormaux au sein de la population. L'acidurie argininosuccinique affecte les hommes et les femmes de manière égale, avec des symptômes et des complications similaires.
L'évaluation précise de la prévalence mondiale de l'acidurie argininosuccinique n'est pas simple, comme plusieurs maladie rare, car le dépistage néonatal de cette maladie n'est pas systématiquement proposé dans tous les pays et que certains porteurs de la maladie peuvent être asymptomatiques une partie de leur vie. En Europe, le dépistage de l'acidurie argininosuccinique n'est pas généralisé dans tous les pays, notamment en France et en Belgique. En revanche, en Amérique du Nord, le dépistage est systématiquement offert à tous les nouveau-nés. Il existe une différence notable dans le pourcentage de patients asymptomatiques entre ceux diagnostiqués en Amérique du Nord (25%) et en Europe (5%), ce qui peut être attribué à l'inclusion de l'acidurie argininosuccinique dans le programme de dépistage néonatal en Amérique du Nord.

## Historique
Des chercheurs rapportent, en 1958, la découverte d'une nouvelle maladie, vraisemblablement d'origine héréditaire, se caractérisant par une sévère déficience mentale et une altération systématique significative du métabolisme des acides aminés. Cette condition est identifiée et nommée pour la première fois en 1960 par le chercheur R.G. Westall, sous le nom d'acidurie argininosuccinique.

## Morphologie et étymologie du terme

Structure d'arginine

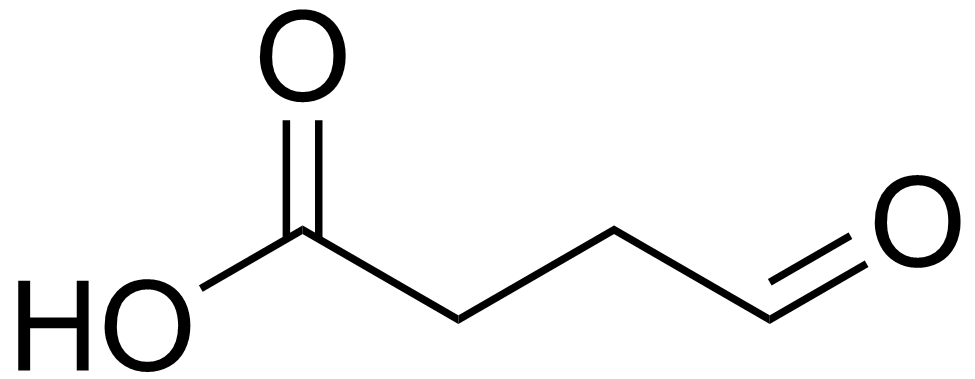
Structure de l'acide succinique

La morphologie et l'étymologie du terme "acidurie argininosuccinique" est composée de deux parties distinctes.
- Acidurie : "Acidurie" est un nom féminin formé à partir du radical "acid-" qui signifie "acide" et du suffixe "-urie" qui désigne la présence d'une substance dans l'urine. Ainsi, "acidurie" se réfère à la présence d'acides dans l'urine[18]. L'étymologie de ce terme reflète son sens littéral, qui est la détection d'acides dans les urines.
- Argininosuccinique : "Argininosuccinique" est un adjectif formé à partir du préfixe "arginino-" qui fait référence à l'arginine, un acide aminé, et du radical "succinique", dérivé de l'acide succinique. Ensemble, cela désigne un composé ou une molécule lié à la fois à l'arginine et à l'acide succinique. L'étymologie de "argininosuccinique" éclaire son lien chimique avec ces deux éléments, offrant ainsi une indication précise de sa nature moléculaire

Ainsi, la morphologie du mot "acidurie argininosuccinique" correspond à un nom féminin suivi d'un adjectif, décrivant la présence d'acides dans l'urine associée à un composé ou une molécule lié à l'arginine et à l'acide succinique.